# Yoro Diakité
Yoro Diakité (ur. 17 października 1932 w Bangassi, zm. 13 czerwca 1973 w Taoudenni) – malijski wojskowy i polityk, w latach 1968–1969 premier Mali.
Od 1951 służył w wojsku, początkowo francuskim, z którym stacjonował w Senegalu, a od 1960 w malijskim. Przez krótki czas uczestniczył także w walkach w Kongu. Doszedł do stopnia oficera i był kierownikiem jedynej w kraju szkoły wojskowej. 19 listopada 1968 roku prezydent Moussa Traoré powołał go na reaktywowane stanowisko premiera rządu tymczasowego w momencie, gdy sam objął władzę w wyniku puczu. O samym planie przewrotu Diakité poinformowano dopiero na kilka godzin przed, jednak zdecydował się doń przystąpić. Początkowo planowano przeprowadzić wybory parlamentarne i referendum konstytucyjne, ale z planów zrezygnowano. Po roku odwołał go jednak z funkcji, a na jego miejsce nikogo nie mianowano przez kolejne 18 lat. Diakité został przeniesiony na stanowisko ministra telekomunikacji, transportu i turystyki. Następnie od września do listopada 1970 był ministrem obrony narodowej i bezpieczeństwa.
W 1971 oskarżono go o udział w planowanym zamachu stanu i dożywotnio uwięziono. Podczas pobytu w więzieniu odmawiano mu jedzenia i szykanowano. Zmarł po dwóch latach odbywania kary po pobiciu przez innego więźnia i nieudzieleniu mu fachowej pomocy.